# Gonzalo García (voetballer, 2004)
Gonzalo García Torres (Madrid, 24 maart 2004) is een Spaans voetballer die onder contract ligt bij Real Madrid.

## Clubcarrière
García begon zijn jeugdopleiding bij SEK, een academische partner van Real Madrid. Via Club Santa Bárbara en Jarama Race belandde hij in 2014 bij Real Madrid. Na vier seizoenen stapte hij over naar RCD Mallorca, maar amper een jaar later haalde Real Madrid hem terug. In het seizoen 2021/22 maakte hij zijn opwachting bij Real Madrid Castilla, het beloftenelftal van Real Madrid dat toen in de Primera División RFEF uitkwam. García maakte dat seizoen ook zijn debuut in de UEFA Youth League. In het seizoen 2022/23 werd hij in de Juvenil A-ploeg van trainer Álvaro Arbeloa topschutter met 35 doelpunten.
Op 2 september 2023 zat García voor het eerst in de wedstrijdselectie van het eerste elftal naar aanleiding van de competitiewedstrijd tegen Getafe CF. Op 26 november 2023 maakte hij zijn officiële debuut in het eerste elftal van de club: in de competitiewedstrijd tegen Cádiz CF (0-3-winst) liet trainer Carlo Ancelotti hem in de 78e minuut invallen.
Op 18 juni 2025 scoorde García zijn eerste doelpunt voor Real Madrid tegen Al-Hilal tijdens het WK voor clubs 2025.

## Interlandcarrière
García nam in 2023 met Spanje –19 deel aan het EK onder 19 in Malta. Hij was er basisspeler in de groepswedstrijden tegen IJsland (1-2-winst) en Griekenland (0-5-winst) en invaller in de groepswedstrijd tegen Noorwegen (0-0-gelijkspel). In de halve finale tegen Italië, die Spanje met 2-3 verloor, werd García in de 57e minuut bij een 0-1-achterstand gewisseld.